# Lommis
Lommis (toponimo tedesco) è un comune svizzero di 1 215 abitanti del Canton Turgovia, nel distretto di Münchwilen.

## Storia
Nel 1995 Lommis ha inglobato i comuni soppressi di Kalthäusern e Weingarten.

## Monumenti e luoghi d'interesse

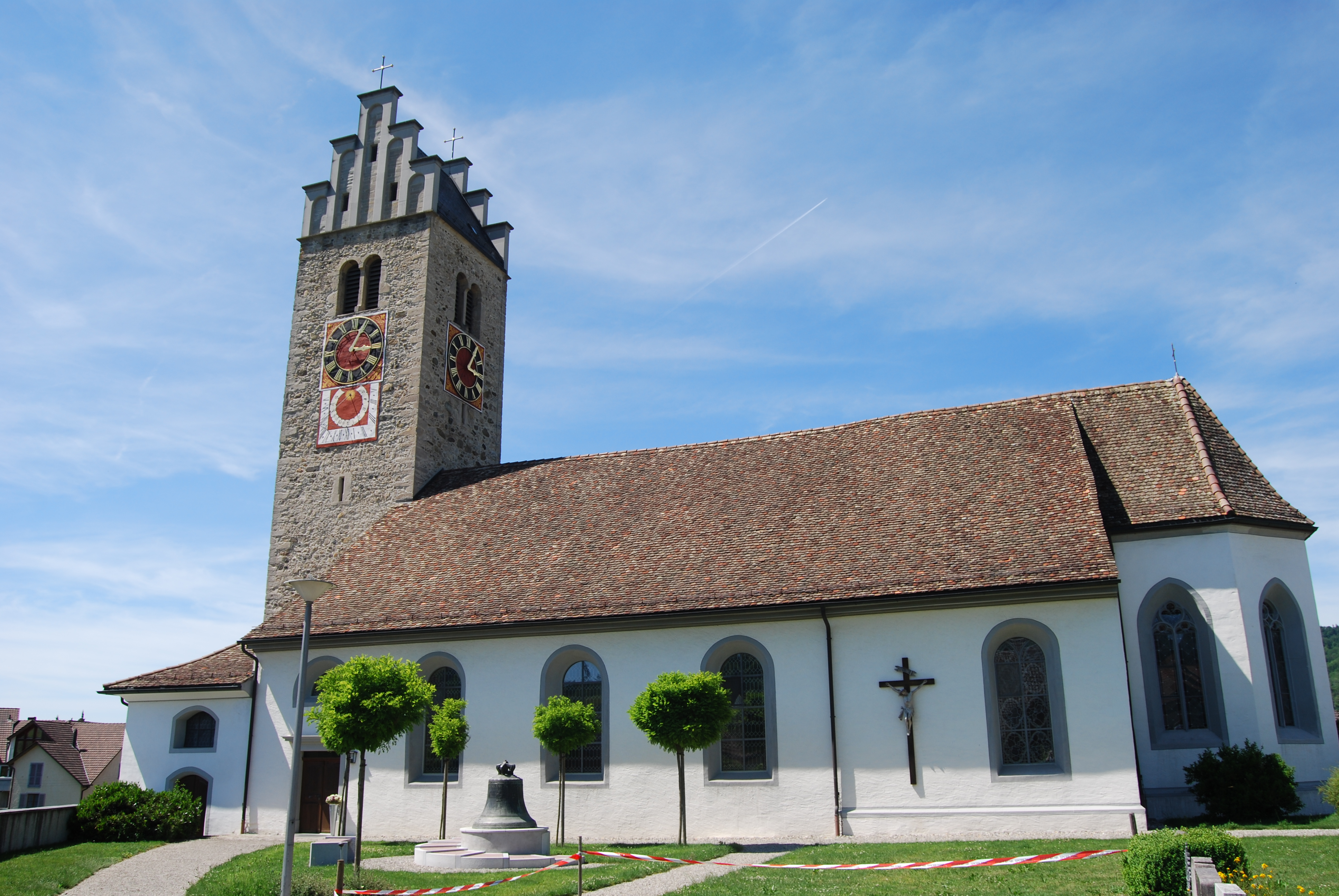
La chiesa di San Giacomo

- Chiesa cattolica di San Giacomo, paritaria fino 1966[1].

## Società

### Evoluzione demografica
L'evoluzione demografica è riportata nella seguente tabella (dal 2000 con Kalthäusern e Weingarten):
Abitanti censiti

## Amministrazione
Ogni famiglia originaria del luogo fa parte del cosiddetto comune patriziale e ha la responsabilità della manutenzione di ogni bene ricadente all'interno dei confini del comune.